# Eduardo De Filippo
Pour les articles homonymes, voir De Filippo.
Eduardo De Filippo, souvent désigné simplement par son prénom Eduardo, est un acteur, dramaturge, réalisateur, scénariste et poète italien né le 24 mai 1900 à Naples et mort le 31 octobre 1984 à Rome. Il fait partie de la famille Scarpetta-De Filippo, qui compte également sa sœur Titina De Filippo et son frère Peppino De Filippo, avec lesquels il a collaboré régulièrement au cours de sa carrière.
Considéré comme l'un des plus importants dramaturges italiens du XXe siècle, il est l'auteur de nombreuses pièces qu'il a mises en scène et jouées, puis traduites et interprétées par d'autres, y compris à l'étranger. Auteur prolifique, il a également travaillé au cinéma en interprétant les mêmes rôles que ceux qu'il jouait au théâtre. Pour ses mérites artistiques et ses contributions à la culture, il a été nommé sénateur à vie de la République italienne par le président de la République Sandro Pertini en 1981 et s'est vu décerner deux diplômes honorifiques en littérature par l'université de Birmingham en 1977 et par l'université de Rome « La Sapienza » en 1980. Il a également été proposé pour le prix Nobel de littérature. Eduardo reste à ce jour, avec Luigi Pirandello, Dario Fo et Carlo Goldoni, l'un des dramaturges italiens les plus populaires dont les pièces sont les plus jouées à l'étranger,,,.

## Biographie

### Origines

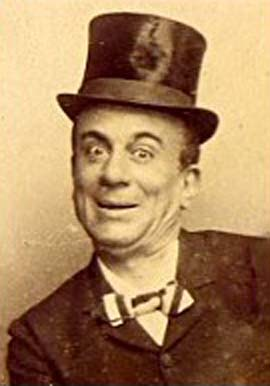
Eduardo Scarpetta, le père d'Eduardo De Filippo.

Eduardo est né à Naples le 24 mai 1900 dans le quartier de Chiaia, Via Vittoria Colonna n° 5, aujourd'hui Via Vittoria Colonna n° 14. Comme sa sœur Titina et son frère Peppino, Eduardo est l'enfant naturel de la costumière de théâtre Luisa De Filippo et de l'acteur et dramaturge Eduardo Scarpetta, auteur de la célèbre pièce Miseria e Nobiltà. Ce dernier était en fait déjà marié à l'une des tantes de Luisa, Rosa De Filippo, avec laquelle il avait eu trois autres enfants (Domenico, Maria et Vincenzo Scarpetta). Luisa De Filippo reconnut ses trois enfants et leur donna son nom de famille.
Il grandit dans le milieu du théâtre napolitain avec sa sœur Titina, l'aînée, qui avait déjà sa place dans la compagnie de Vincenzo Scarpetta (l'un des enfants légitimes de Scarpetta) au début des années 1910, et son frère Peppino, le plus jeune, qui, avec Eduardo, était occasionnellement appelé à se produire sur scène : à l'âge de quatre ans, il monte pour la première fois sur scène, porté par un acteur de la troupe de Scarpetta, Gennaro Della Rossa, lors d'une représentation de l'opérette La Geisha, au Teatro Valle de Rome.
En 1912, la famille De Filippo déménage Via dei Mille et Eduardo et Peppino sont envoyés étudier au Collegio Chierchia, à Foria ; c'est là, entre tentatives de fugue et vicissitudes diverses, que le petit Eduardo commence à s'essayer à l'écriture, produisant son premier poème, avec des vers ludiques dédiés à la femme du directeur du collège. De retour à la maison, il part pour Rome à la recherche d'une indépendance économique, loge chez une tante et cherche du travail dans l'industrie cinématographique, mais sans succès. De retour à Naples, il fait ses premiers essais de comédien : il joue d'abord dans la revue de Rocco Galdieri, puis dans la troupe d'Enrico Altieri, puis dans d'autres compagnies comme l'Urciuoli-De Crescenzo et la Compagnia Italiana. C'est ainsi que, de théâtre en théâtre (San Ferdinando, Orfeo, Trianon), il rencontre Totò, qui deviendra un grand ami.

### Dans la troupe de Vincenzo Scarpetta

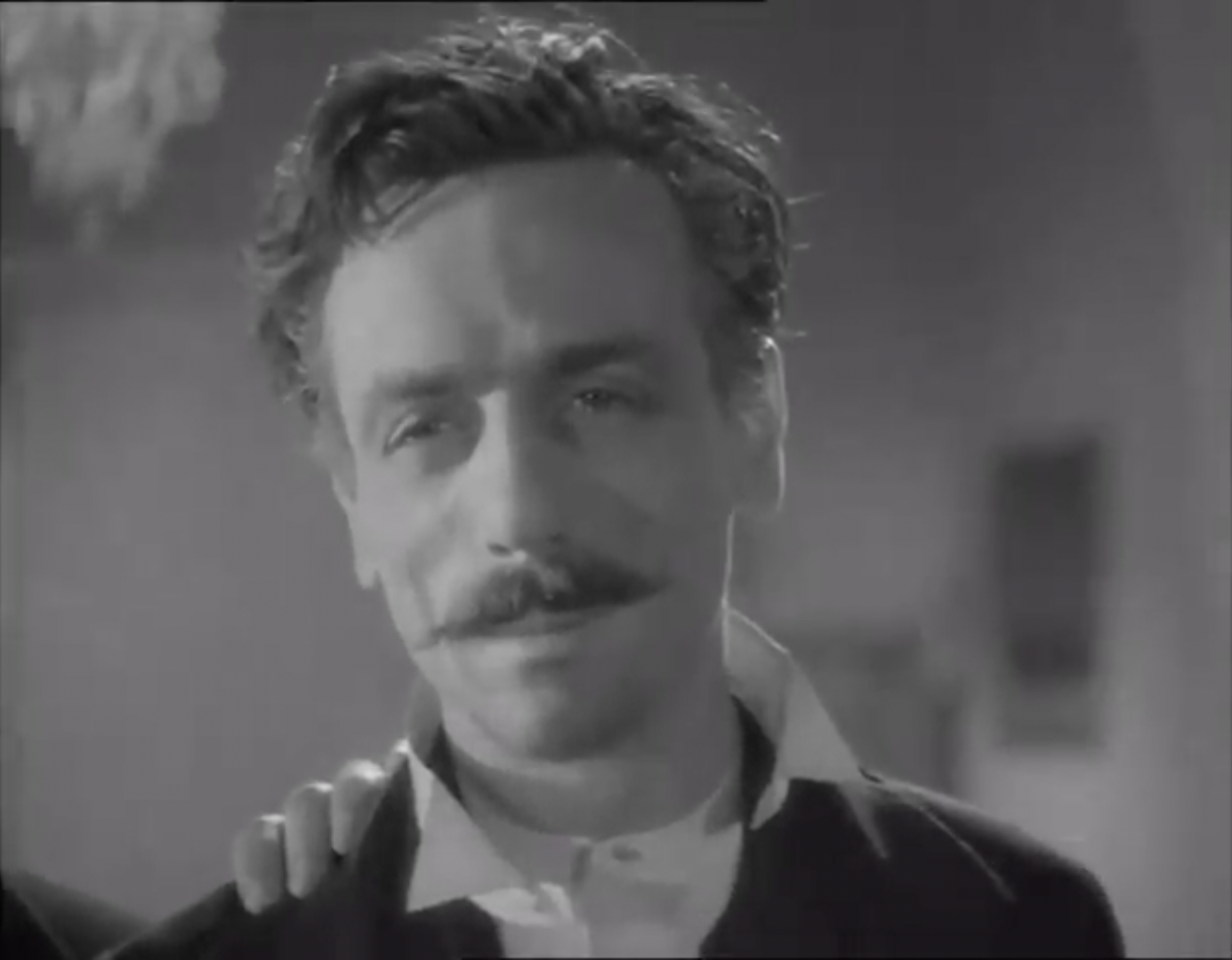
Eduardo De Filippo dans Sono stato io! (1937).

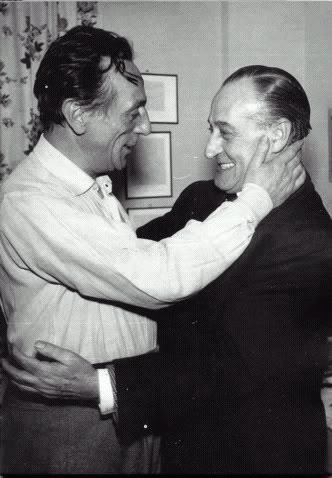
Eduardo De Filippo et Totò en 1967.

En 1914, Eduardo entre définitivement dans la troupe de son demi-frère Vincenzo Scarpetta, rejoignant ainsi sa sœur Titina ; trois ans plus tard, lorsque Peppino entre dans la troupe, les trois frères se retrouvent à jouer ensemble. En 1918, alors que la guerre prend fin, Eduardo est appelé sous les drapeaux avec sa classe de conscrits. Réformé temporairement à la fin de l'année, il est rappelé en 1920 pour effectuer son service militaire dans les Bersaglieri (2e régiment de Bersaglieri, stationné dans l'historique caserne de La Marmora à Trastevere) où il reste jusqu'en 1921. Le commandant lui confie l'organisation de petits spectacles pour les soldats, dont il est à la fois l'auteur, l'acteur et le directeur de troupe. Pendant cette période, il mûrit de plus en plus son désir et sa capacité d'être auteur et metteur en scène, en plus d'être acteur, et en vient à écrire sa « première vraie comédie » en 1920, Farmacia di turno, une pièce en un acte à la fin amère, jouée l'année suivante par la troupe de Vincenzo Scarpetta.
De son frère Vincenzo, Eduardo a hérité, entre autres, de la sévérité et de la rigueur qui le caractériseront toute sa vie dans son travail et dans ses relations avec les autres, caractéristiques souvent caricaturées par sa légende mais qui ont sans aucun doute un fond de vérité. Le répertoire de Vincenzo Scarpetta à cette époque était essentiellement basé sur les comédies de son célèbre père, en plus d'autres comédies, de spectacles de revue et d'incursions au cinéma, et il était bien accueilli par la critique et le public.
En 1922, Eduardo De Filippo écrit Ho fatto il guaio?. Dans cette comédie, l'une des plus comiques du répertoire d'Eduardo, l'auteur introduit des thèmes qui seront une constante dans de nombreuses œuvres ultérieures, comme la folie (réelle ou supposée) et la trahison, avec une vague allusion pirandellienne, notamment dans son personnage de Ciampa dans Il berretto a sonagli, tout en suivant, dans la structure du texte, le modèle scarpettien du comique traditionnel. Curieuse est la citation qu'Eduardo insère dans la pièce, presque comme une revanche, de l'œuvre Mala nova de Libero Bovio, que le dramaturge et poète napolitain n'aimait pas.
L'importance qu'Eduardo acquiert dans la troupe de Scarpetta est déjà considérable, malgré son jeune âge ; cela l'amène aussi à développer, surtout pendant les saisons théâtrales d'été, des expériences différentes comme les représentations avec les « seratanti » en 1921 ou la mise en scène de Surriento gentile, une idylle musicale d'Enzo Lucio Murolo, une œuvre pour laquelle Eduardo est metteur en scène pour la première fois de sa longue carrière (16 septembre 1922).
Après la mort d'Eduardo Scarpetta (29 novembre 1925), Eduardo s'installe chez une jeune femme, Ninì, pour laquelle il compose quelques poèmes d'amour (dont E mmargarite, le plus ancien de ceux qui seront publiés par la suite) ; il est alors rejoint par son frère Peppino, qui avait entre-temps joué, sans résultats financiers positifs, avec la Compagnia Urciuoli, et qui espérait peut-être être également engagé par Scarpetta. Mais Eduardo décide de tenter l'aventure du théâtre et s'engage dans la troupe de Luigi Carini en tant qu'acteur « burlesque », convainquant l'impresario d'embaucher également Peppino. Mais Peppino hésite à rejoindre la Compagnia Vincenzo Scarpetta en tant que doublure de son frère. La parenthèse est de courte durée et Eduardo rentre dans le rang en écrivant Requie a l'anema soja... en 1926. (qui deviendra plus tard I morti non fanno paura - litt. « Les morts ne font pas peur ») dans lequel il joue habillé en vieillard ; voici ce qu'il dira bien des années plus tard dans une interview : « J'avais hâte de devenir vieux : comme ça, je me disais, je n'aurai plus besoin de maquillage. Et puis, si je joue désormais le vieillard, je pourrai continuer. Si, par contre, je joue le jeune homme, on dira bientôt : "Il a vieilli ! ». Le thème de la folie, cette fois réelle et non présumée, revient de manière omniprésente dans la comédie suivante, au titre emblématique de Ditegli sempre di sì, que la troupe de Scarpetta joue pour la première fois en 1927.

#### Premières expériences en solo

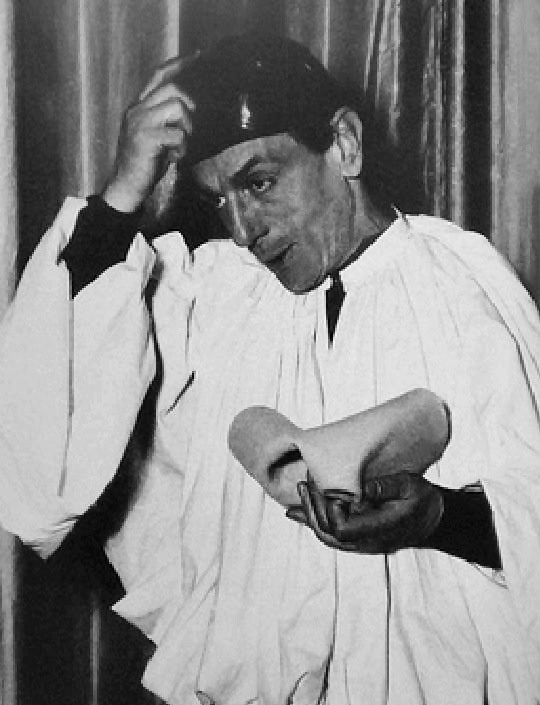
Eduardo De Filippo sur scène habillé en Polichinelle.

À la fin de la saison théâtrale 1927, Eduardo tente une expérience en solitaire, en créant une sorte de coopérative d'acteurs sans producteur direct ni bailleur de fonds, pour laquelle il appelle ses frères Peppino et Titina à jouer en partenariat artistique avec Michele Galdieri (ami d'Eduardo et fils du poète Rocco) ; c'est ainsi que naît la Compagnia Galdieri-De Filippo, dont Eduardo est le directeur, et qui débute avec succès au théâtre Fiorentini de Naples le 27 juillet avec le spectacle au titre superstitieux de La rivista... che non piacerà (litt. « La revue qui ne plaira pas »)
À cette époque, Eduardo rencontre Dorothy Pennington, dite « Dodò », une Américaine originaire de Philadelphie dont il tombe amoureux et que, malgré l'aversion de sa famille, il épouse à Rome selon le rite évangélique le 10 décembre 1928. Entre-temps, il poursuit ses tentatives de création d'entreprise avec ses frères et sœurs et, toujours en tant qu'acteur, auteur et dramaturge, il travaille au sein de la De Filippo - Comica Compagnia Napoletana d'Arte Moderna. Toujours en 1928, il écrit la pièce en un acte Filosoficamente (litt. « Philosophiquement »), qui propose une sorte de portrait de la résignation d'un petit-bourgeois ; le texte, cependant, à l'instar d'Occhiali neri (litt. « Lunettes noires »), n'a jamais été mis en scène par Eduardo.
En 1929, sous des pseudonymes (R. Maffei, G. Renzi et H. Retti), Eduardo et Peppino mettent en scène la pièce comique Prova generale. Tre modi di far ridere, une œuvre en trois actes avec prologue et épilogue de Galdieri, jouée au théâtre Fiorentini. Au cours des années suivantes, Eduardo signera ses œuvres théâtrales de plusieurs pseudonymes (parmi les plus connus, Tricot, Molise, C. Consul), afin de surmonter les difficultés qu'il rencontrait à l'époque pour faire reconnaître ses droits d'auteur par les impresarios.

#### La Ribalta Gaia
Mais bientôt, Eduardo, Peppino et Titina sont appelés par l'impresario de la troupe Molinari, qui vient de se priver de la contribution de Totò qui y avait joué, à créer une troupe indépendante au sein même de la compagnie, la Ribalta Gaia, avec Pietro Carloni, Carlo Pisacane, Agostino Salvietti, Tina Pica et Giovanni Bernardi. Tous trois remportent un franc succès dans la revue Pulcinella principe in sogno.... C'est dans ce spectacle qu'est inclus, sous forme de sketch, Sik-Sik, l'artefice magico (litt. « Sik-Sik, l'artiste magique »), l'une des comédies les plus populaires de la jeunesse d'Eduardo, jouée au Teatro Nuovo en 1929 (selon certains, en 1930). La pièce, qui raconte avec une hilarité mélancolique les aspects amers de la vie d'un artiste tourmenté, pauvre et un peu philosophe, remporte à Naples un succès retentissant auprès de la critique et du public, succès en partie perdu lors de la représentation estivale suivante à Palerme, où Titina, inadaptée au rôle de soubrette, est huée.
Eduardo est néanmoins lancé sur la voie du succès et collabore également aux autres textes de la troupe Molinari, en tant qu'auteur (avec Mario Mangini dans Follia dei brillanti et La terra non gira, avec Carlo Mauro dans La signora al balcone, avec Mangini et Mauro dans C'era una volta Napoli, Le follie della città, È arrivato 'o trentuno, S'è 'nfuocato o sole!, Cento di questi giorni et Vezzi e riso).

### Le théâtre humoristiqueI De Filippo

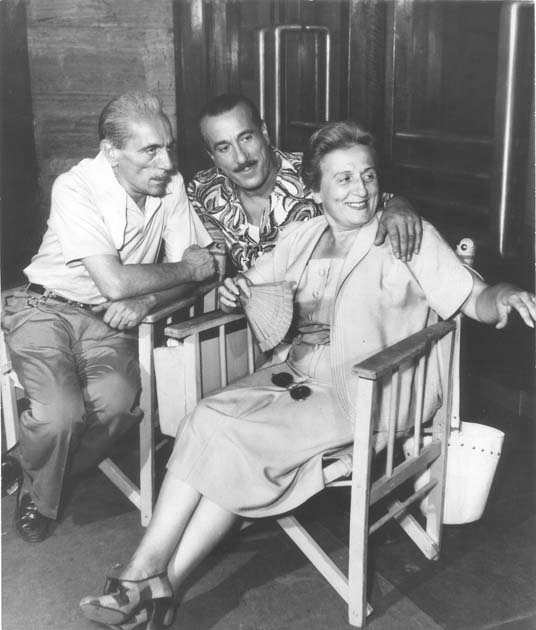
Eduardo, Peppino et Titina De Filippo.

En 1931, le rêve des trois frères et sœur de jouer ensemble dans leur propre troupe devient enfin réalité. Eduardo fonde, avec le soutien de ses frères et sœur, la troupe du Teatro Umoristico I De Filippo, qui débute avec succès à Rome. Après quelques représentations à Milan, la troupe se rend à Naples au théâtre Kursaal (devenu Filangieri) où elle joue O chiavino de Carlo Mauro, Sik-Sik et, pour la première fois, la comédie écrite par Peppino Don Rafele 'o trumbone. Ils mettent ensuite en scène l'adaptation L'ultimo Bottone (de Munos Seca et Garcia Alvarez) et une nouvelle comédie écrite par Eduardo intitulée Quei figuri di trent'anni fa (titre original modifié pour des raisons de censure, La bisca). Dans les derniers jours de l'été, la fratrie De Filippo sont à Montecatini, où ils présentent quelques sketches avec la jeune soubrette Ellen Meis, sans succès particulier, avant de revenir jouer pour la dernière fois avec Molinari. 1931 est aussi l'année où Eduardo présente, sous le pseudonyme de « Tricot », Ogni anno punto e da capo (litt. « Chaque année, on recommence à zéro »), à l'occasion d'une soirée du festival de Piedigrotta (it) consacré à la chanson au Teatro Reale, dont la première représentation a lieu au Teatro Nuovo, dans le cadre de la revue spectacle Cento di questi giorni ((litt. « Cent de ces jours »), à l'occasion d'une soirée en l'honneur de son frère Peppino. La verve comique débridée de la fratrie renvoie aux extravagances farfelues de l'ancienne commedia dell'arte, qu'Eduardo connaît bien pour l'avoir étudiée et ne pas partager le point de vue des érudits à son égard : il critique en effet l'hagiographie des comédiens qui en a été faite.

#### Natale in casa Cupiello
La comédie la plus connue d'Eduardo, Natale in casa Cupiello, jouée pour la première fois au théâtre Kursaal de Naples le 25 décembre 1931, marque en fait le début du succès de la troupe du Teatro Umoristico I De Filippo, composée de la fratrie et d'acteurs déjà célèbres ou de jeunes débutants qui le deviendront (Agostino Salvietti, Pietro Carloni, Tina Pica, Dolores Palumbo, Luigi De Martino, Alfredo Crispo, Gennaro Pisano). Entre-temps, en juin, Eduardo avait signé un contrat avec l'impresario du théâtre qui l'engageait à ne jouer que neuf jours pour présenter sa nouvelle pièce en un acte immédiatement après la projection d'un film. Le succès de la pièce est tel que le contrat est prolongé jusqu'au 21 mai 1932.
Née comme une pièce en un acte (actuellement le 2e acte), Eduardo a ajouté depuis deux actes à la pièce, celui d'ouverture (en 1932 ou 1933) et celui de conclusion, dont la chronologie est assez controversée (pour certains, elle a été écrite en 1934, selon d'autres même en 1943, selon une hypothèse plus probable endossée plus tard par l'auteur lui-même, qui, cependant, définira plus tard la pièce comme « un accouchement de triplés après une grossesse de quatre ans »). Dans Natale, tout tourne autour d'un repas de Noël secoué par un drame de jalousie. En arrière-plan, le portrait tragicomique du protagoniste, Luca Cupiello, figure naïve d'un vieil homme au comportement puéril, obsédé dans ses fantasmes et son amour pour la crèche, à laquelle il se consacre passionnément, ignorant les événements familiaux tragiques qui se déroulent autour de lui. Des aspects autobiographiques sont décelables dans la pièce, bien qu'ils n'aient jamais été confirmés par l'auteur : les noms des protagonistes, Luca et Concetta, sont en fait les mêmes que ceux des grands-parents d'Eduardo.

#### L'avanspettacolo

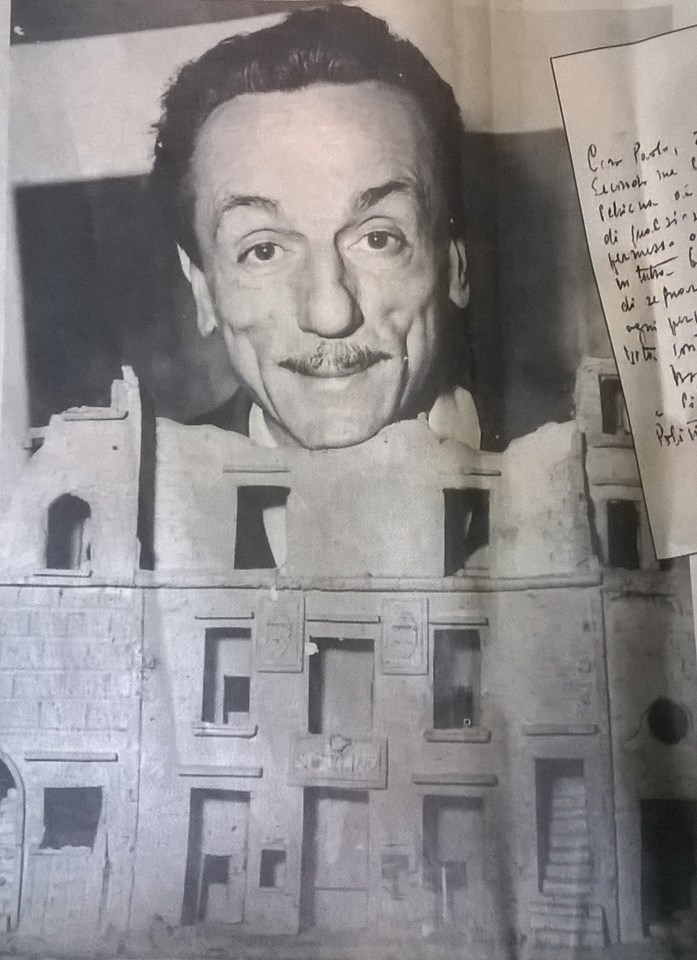
Eduardo De Filippo avec la maquette du teatro San Carlino détruit. Auteur de la photo inconnu.

La prolongation du contrat au Kursaal oblige la troupe à faire des heures supplémentaires et à changer les spectacles à l'affiche pratiquement toutes les semaines, comme il était d'usage dans ces années de divertissement de l'avanspettacolo, où les pièces de théâtre étaient jouées immédiatement après un film. De nombreuses œuvres sont montées : outre Natale in casa Cupiello, la troupe propose souvent Sik-Sik, Quei figuri di trent'anni fa ou des comédies en collaboration avec Maria Scarpetta, la demi-sœur d'Eduardo, telles que Parlate al portiere, Una bella trovata, Noi siamo navigatori, Il thè delle cinque, Cuoco della mala cucina. Curieux est l'épisode de la parodie de Cavalleria rusticana que la troupe a mis en scène et qui a contrarié Pietro Mascagni au point de faire arrêter les représentations. Au cours de l'été 1932, la troupe s'installe au cinéma-théâtre Reale et obtient un bon succès auprès du public et de la critique ; la fratrie est désormais appelée simplement par leurs prénoms individuels : Eduardo, Peppino et Titina.

#### Au théâtre Sannazaro
Au moment où les petites salles de cinéma-théâtre de l'avanspettacolo commencent à se faire rares pour la troupe I De Filippo, et alors qu'Eduardo et Peppino sont occupés avec Tito Schipa à la réalisation du film Trois Hommes en habit (1933) de Mario Bonnard, l'impresario du Teatro Sannazaro (it) leur écrit pour la saison du célèbre théâtre napolitain. Le nouveau partenariat, qui perd Salvietti mais conserve Carloni et Pisano entre autres, voit une plus grande présence de Titina en tant qu'actrice principale de la compagnie ; les débuts sont datés du 8 octobre 1932 avec Chi è cchiu' felice 'e me! (deux actes d'Eduardo, écrits en 1929) et Amori e balestre (un acte de Peppino). C'est ainsi que commença à se constituer un premier « répertoire Eduardo » que la compagnie I De Filippo met en scène, en l'alternant avec des œuvres écrites par Peppino et Titina eux-mêmes ou par Maria Scarpetta, Ernesto Murolo et Gino Rocca.

#### La conquête de l'Italie
« Je crois que le langage théâtral doit s'adapter au type de dramaturgie. Il y a la comédie, le drame, la tragédie, la farce, le genre grotesque, la satire. On peut utiliser de nombreux langages qui appartiennent à la langue parlée, à la langue usuelle. La langue littéraire, c'est autre chose ; je pense, moi, qu'elle a toujours été une prison pour le théâtre. Il faut adapter la langue au sujet, à la composition, au milieu que nous traitons. Il n'y a pas de langage unique pour le théâtre ; sans compter qu'il est aussi langage personnel. »

— Eduardo De Filippo

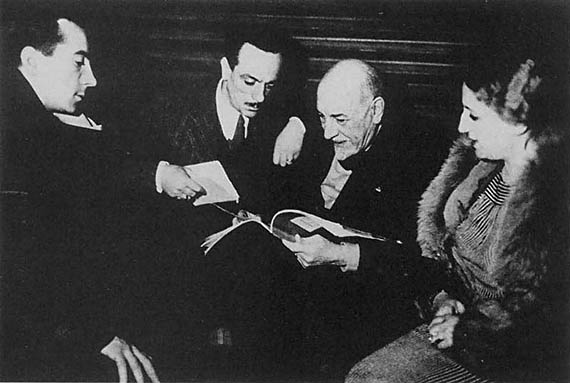
Peppino, Eduardo, Luigi Pirandello et Titina De Filippo en 1936.

Eduardo commence à ressentir le besoin d'abandonner le « provincialisme » napolitain de la troupe et, motivé également par les critiques bienveillantes qu'il reçoit, il décide que le moment est venu pour sa troupe de faire un saut qualitatif décisif pour commencer à se produire dans les théâtres italiens les plus prestigieux. La rencontre fortuite avec Luigi Pirandello fut décisive en ce sens, puisqu'elle donna lieu à une grande interprétation de la pièce Il berretto a sonagli dans le rôle de Ciampa (1936), à la mise en scène de Liolà et à l'écriture de la comédie L'abito nuovo.
Pendant les deux années 1943-44, « la fratrie De Filippo ont foulé les scènes républicaines ». Le 20 décembre 1944, Eduardo joue pour la dernière fois au théâtre Diana de Naples, aux côtés de Peppino, avec qui il se brouille définitivement : il fonde alors la nouvelle troupe qui s'appelle simplement Il Teatro di Eduardo.

### La reconstruction du théâtre San Ferdinando
En 1948, il achète le teatro San Ferdinando de Naples, à moitié détruit, investissant tous ses gains dans la reconstruction d'un théâtre antique riche en histoire, alors que Naples traverse une triste période de spéculation immobilière des plus absurdes. Le San Ferdinando est inauguré le 22 janvier 1954 avec l'opéra Palummella zompa e vola. Eduardo tente de sauvegarder la façade XVIIIe siècle de l'édifice en construisant à l'intérieur un théâtre techniquement avancé pour en faire une maison pour les acteurs et le public. Au San Ferdinando, il joue ses propres pièces, mais met aussi en scène des textes d'auteurs napolitains pour retrouver la tradition et en faire un tremplin pour un nouveau théâtre.
Il adopte la langue vernaculaire populaire, conférant ainsi au napolitain la dignité de langue officielle, mais développe un langage théâtral qui transcende le napolitain et l'italien pour devenir une langue universelle. Il ne fait aucun doute que l'action et le travail d'Eduardo De Filippo ont été décisifs pour que le « théâtre dialectal », auparavant jugé de second ordre par la critique, soit enfin considéré comme un « théâtre artistique ».
Parmi les œuvres les plus significatives de cette période, Napoli milionaria! (1945), Questi fantasmi! et Filumena Marturano (tous deux de 1946), Mia famiglia (1953), Bene mio e core mio (1956), De Pretore Vincenzo (1957), et Sabato, domenica e lunedì (1959) écrit spécialement pour l'actrice Pupella Maggio dans le rôle principal.

### L'engagement politique

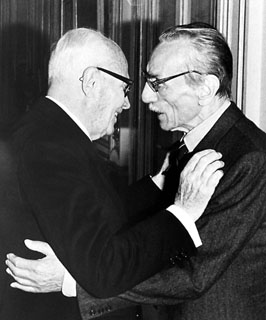
Le président de la République Sandro Pertini et Eduardo De Filippo.

Eduardo n'a jamais abandonné son engagement politique et social, qui l'a vu en première ligne même à l'âge de quatre-vingts ans lorsque, nommé sénateur à vie de la République italienne par le président italien Sandro Pertini, il s'est battu au Sénat et sur scène pour les mineurs enfermés dans les institutions pénitentiaires. En 1962, il entreprend une longue tournée en Union soviétique, en Pologne socialiste et en Hongrie socialiste, où il peut constater la grande admiration du public et des intellectuels à son égard.
Traduit et joué dans le monde entier, il se bat dans les années 1960 pour la création d'un théâtre permanent à Naples. Le succès ne se dément pas et, en 1972, il reçoit le prix Antonio-Feltrinelli pour son activité théâtrale.
En 1973, la pièce Gli esami non finiscono mai est mise en scène avec succès pour la première fois à Rome : cette pièce lui permet de remporter le prix Pirandello pour le théâtre l'année suivante. Après avoir reçu deux diplômes honorifiques (à Birmingham en 1977 et à Rome en 1980), il est nommé sénateur à vie en 1981 et rejoint le parti de la Gauche indépendante.
Il a été candidat au Prix Nobel de littérature en 1975.
Dans le théâtre italien, l'héritage d'Eduardo reste incontournable non seulement en ce qui concerne la dramaturgie napolitaine contemporaine (Annibale Ruccello et Enzo Moscato) et toute cette bande de « spettacolarità » entre cinéma-théâtre-télévision qui a reconnu Massimo Troisi comme son champion ; mais des traces de l'influence d'Eduardo sont également reconnaissables chez Dario Fo et chez toute une série de jeunes « attautori » comme Ascanio Celestini (surtout en ce qui concerne le langage) ou des personnalités inconnues du grand public qui travaillent dans le domaine de la « ricerca » (comme Gaetano Ventriglia).

### Au cinéma

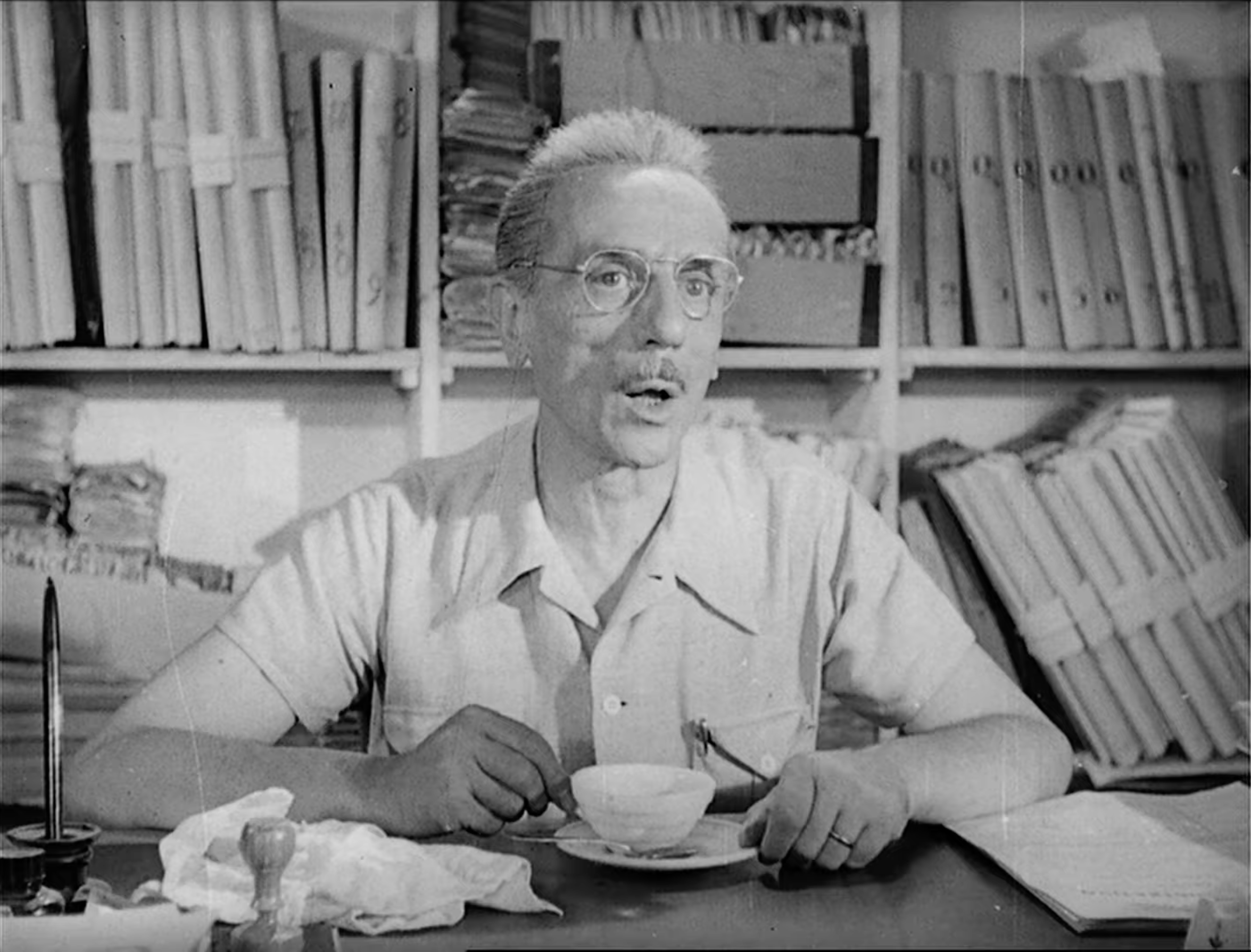
Eduardo De Filippo dans Ragazze da marito (1952).

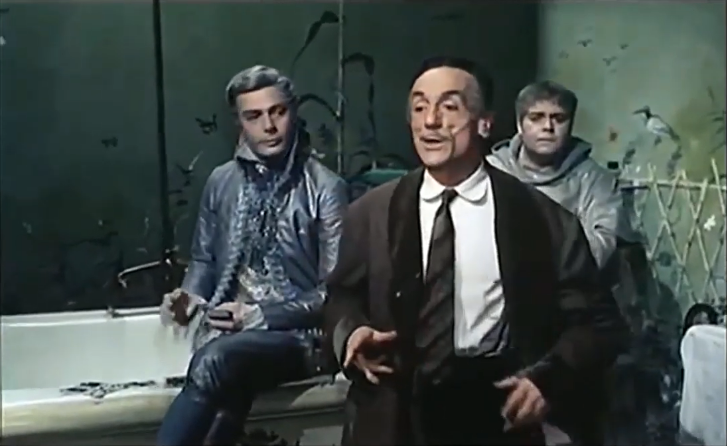
Marcello Mastroianni, Eduardo de Filippo et Tino Buazzelli dans Les Joyeux Fantômes (1961).

À partir de 1932, Eduardo De Filippo entre également dans le monde du cinéma, à la fois comme acteur et comme réalisateur (et parfois aussi comme scénariste) : il débute sur le plateau avec Trois Hommes en habit (1932) de Mario Bonnard. Eduardo et son frère Peppino ont été choisis par Giuseppe Amato, qui les avait vus jouer au théâtre Kursaal de Naples. Le film met en vedette le célèbre chanteur Tito Schipa, auprès duquel les deux frères jouent des rôles secondaires. Eduardo réalise son premier long métrage avec In campagna è caduta una stella (1940), dont il est également l'acteur principal.
Ami et collaborateur de Vittorio De Sica, il invente des personnages amusants pour Vittorio dans certains films (Quelques pas dans la vie et L'Or de Naples) et écrit le scénario de Mariage à l'italienne (1964), remake de Filumena Marturano, film réalisé par Eduardo en 1951 avec lui et sa sœur Titina dans les rôles principaux. En 1950, il réalise et joue dans Naples millionnaire avec Totò.
Après avoir réalisé Spara forte, più forte... non capisco en 1966, Eduardo abandonne le cinéma pour se consacrer à la télévision, pour laquelle il répète ses comédies tout au long de la décennie suivante et, en 1984, année de sa mort, il joue son dernier rôle : le vieux maestro dans le téléfilm Cuore, réalisé par Luigi Comencini d'après l'ouvrage d'Edmondo De Amicis.
Eduardo devait participer au film Porno-Théo-Kolossal de Pier Paolo Pasolini, qui est resté inachevé en raison de la mort prématurée du réalisateur.

### Activité d'enseignant
En plus d'avoir influencé la carrière artistique de collègues et de nouveaux venus, Eduardo a également exercé ses talents d'enseignant, ayant été nommé par l'université de Rome « La Sapienza » en tant que professeur contractuel de dramaturgie pour la chaire d'histoire du théâtre et du spectacle de Ferruccio Marotti au cours des années académiques 1981/82, 1982/83 et 1983/84. Son activité d'enseignement à l'université a été intégralement filmée sur vidéo diffusée par le Centro Teatro Ateneo sous la direction de Marotti et peut être visionnée sur le canal You Tube de la plateforme Archivio Storico Audiovisivo du Centro Teatro Ateneo.

### Maladie et mort
Le 4 mars 1974, à la suite d'un malaise lors d'une représentation sur scène, il est équipé d'un stimulateur cardiaque ; il remonte cependant sur scène le 27 mars.
Hospitalisé pendant trois jours à Rome à la clinique Villa Stuart, Eduardo meurt le soir du 31 octobre 1984 à 22 h 50, des suites d'une insuffisance rénale. Après la chambre funéraire, installée au Sénat, les obsèques ont lieu le samedi 3 novembre avec une brève cérémonie religieuse dans la basilique San Giovanni in Laterano ; une cérémonie civile suit sur la place San Giovanni, en présence d'environ 30 000 personnes et retransmise en direct à la télévision par la Rai. Sa dépouille repose dans la chapelle familiale du cimetière de Campo Verano à Rome.
« … è stata tutta una vita di sacrifici e di gelo! Così si fa il teatro. Così ho fatto! Ma il cuore ha tremato sempre tutte le sere! E l'ho pagato, anche stasera mi batte il cuore e continuerà a battere anche quando si sarà fermato. »
— Eduardo De Filippo

« [Ça] a été une vie de sacrifices et de frustration ! C'est comme ça qu'on fait du théâtre. C'est ainsi que je l'ai fait ! Mais mon cœur a tremblé chaque nuit ! Et j'ai payé pour cela, mon cœur bat à nouveau ce soir et continuera à battre même s'il s'est arrêté. »

## Vie privée

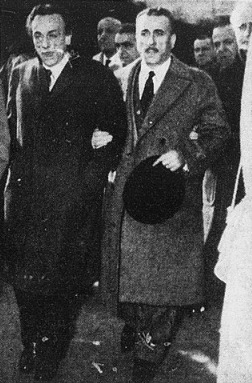
Eduardo et son frère Peppino, lors des funérailles de Luisella, la fille d'Eduardo, en 1960.

La vie privée d'Eduardo, agitée et confuse dans la période d'avant-guerre, a été plus sereine dans la dernière partie de sa vie.
Trois femmes importantes ont marqué sa vie : Dorothy Pennington (une Américaine jeune et cultivée qu'il épousa en 1928 ; le mariage fut annulé en 1952 par un jugement du tribunal de la République de Saint-Marin, validé ensuite par celui de Naples en 1955), Thea Prandi (mère de ses enfants Luisa et Luca, épousée le 2 janvier 1956) et, enfin, Isabella Quarantotti (it), écrivain et scénariste, qu'il épousa le 4 février 1977.
« Che vuoi fare, Titina mia, questo mondo non è che una catena di dolori. L’unica gioia mia, in questo momento, è Luca, questo figlio mio benedetto, che, mentre mi ricorda quante responsabilità io abbia dalla sua presenza nel mondo, riesce, in compenso, a fornirmi l’unico pretesto, o diciamo motivo serio per cui possa sentirmi ancora utile per qualche cosa »
— Eduardo De Filippo

« Que peux-tu faire, ma Titina, ce monde n'est qu'un enchaînement de peines. Ma seule joie, en ce moment, c'est Luca, mon fils béni, qui, tout en me rappelant la responsabilité que j'ai de sa présence dans le monde, réussit, d'autre part, à me fournir le seul prétexte, ou disons la seule raison sérieuse, pour laquelle je peux encore me sentir utile à quelque chose. »
En quelques années, il subit de graves deuils familiaux : d'abord la mort de sa fille Luisella, le 5 janvier 1960, puis celle de Thea Prandi (dont il s'était également séparé l'année précédente), le 9 juin 1961 et enfin la mort de Titina, la sœur qui avait toujours été « ago della bilancia » (litt. « l'aiguille de la balance ») entre les fortes personnalités d'Eduardo et de Peppino. Même à l'occasion de la mort de Titina, le 26 décembre 1963, Eduardo et Peppino s'étaient vivement disputés, devant sa sœur décédée et ses proches étonnés, sur le lieu de l'enterrement. À partir de 1970 et jusqu'à sa mort, il passait les week-ends et les mois d'été dans la villa de Colle Ottone Alto à Velletri, achetée dans les années 1970 par l'actrice Andreina Pagnani et devenue par la suite la maison d'Angelica Ippolito et de Gian Maria Volonté.

### La réconciliation incertaine avec Peppino
Des rumeurs de réconciliation avec son frère Peppino, à l'occasion de la maladie de ce dernier en 1980, ont été relayées par son fils Luigi :
« Anni e anni dopo, quando mio padre si ammalò, avvisai Eduardo. Un po' si fece pregare, ma poi riuscii ad accompagnarlo in clinica; li lasciai da soli. Avevano tante cose da dirsi e poco tempo. Devo ammettere che come famiglia siamo stati molto uniti in scena, ma una volta chiuso il sipario, ognuno faceva la sua vita. Ho continuato a vedere Eduardo anche dopo il litigio »
— Luigi De Filippo

« Des années et des années plus tard, lorsque mon père est tombé malade, j'ai prévenu Eduardo. Il a un peu supplié, mais j'ai réussi à l'accompagner à la clinique ; je les ai laissés seuls. Ils avaient tant de choses à se dire et si peu de temps. Je dois avouer qu'en tant que famille, nous étions très proches sur scène, mais une fois le rideau fermé, chacun reprenait sa vie. J'ai continué à voir Eduardo même après la dispute. »
En fait, selon certains dramaturges, même à cette occasion, les deux frères n'ont pas vraiment réussi à se réconcilier. Les journaux écrivaient ce que le public voulait lire.
On a écrit qu'en apprenant l'aggravation de l'état de Peppino, Eduardo est allé lui rendre visite mais, une fois son frère mort, il n'a pas assisté aux funérailles et, le soir, s'adressant au public du Teatro Duse de Bologne, il a déclaré : « Adesso mi manca. Come compagno, come amico, ma non come fratello » (litt. « Maintenant, il me manque. Comme compagnon, comme ami, mais pas comme frère »).

## Théâtre
Ses pièces sont traduites en français par Huguette Hatem : plusieurs sont montées en France, dont La Grande Magie, montée à la Comédie-Française en 2009 et par la Compagnie de la Bobine - compagnie de théâtre amateur - quelques années plus tard en 2012 sous la mise en scène de Roland Mastrippolito. C'est en cette saison (mai 2012) que la Compagnie de la Bobine organisa Les Rencontres autour d'Eduardo De Filippo avec la présence d'Huguette Hatem.

### Pièces de théâtre

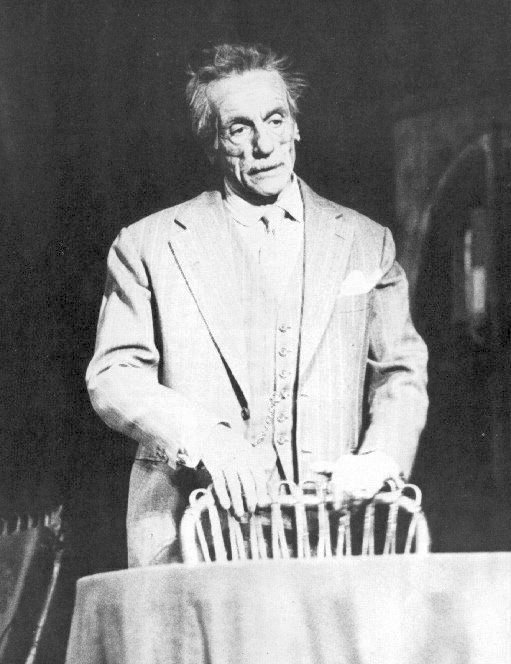
Eduardo De Filippo en 1960 dans la pièce Il sindaco Sanità.

- Antonio Barracano (ou le Maire du quartier de La Sanità)
- Pharmacie de garde (Farmacia di turno)
- Homme et Galant Homme (Uomo e galantuomo)
- Le Parrain du quartier Sanità (Il sindaco del rione Sanità)
- Noël chez les Cupiello (Natale in casa Cupiello)  (1931)
- Samedi, Dimanche et Lundi (Sabato, domenica e lunedì)
- Sik-Sik (Sik-Sik l'artefice magico)
- Une bonne recette (Una buona ricetta)
- Dangereusement (Pericolosamente)
- Je ne te paye pas ! (Non ti pago)
- Qui est plus heureux que moi ? (Chi è cchiù felice 'e me?)
- Sacré Fantôme (Questi Fantasmi) (1946)
- Naples millionnaire (Napoli milionaria!)
- Le Contrat (Il contratto)
- Le Cylindre
- Filumena Marturano (1946)
- Les Mensonges avec les grandes jambes (Le bugie con le gambe lunghe) (1947)
- Gennareniello
- De Pretore Vincenzo
- La Grande Magie (La grande magia) (1948)
- Les Voix intérieures (Le voci di dentro) (1948)
- L'Art de la comédie (L'arte della commedia) (1964)
- Les examens ne finissent jamais (Gli esami non finiscono mai) (1973)

### Metteur en scène
- 1955 : Questi fantasmi! d'Eduardo De Filippo, Théâtre Sarah-Bernhardt
- 1958 : Pulcinella in cerca della sua fortuna per Napoli de Pasquale Altavilla, Piccolo Teatro
- 1965 : Monsieur de Pourceaugnac de Molière, Piccolo Teatro
- 1971 : Ogni anno punto e da capo d'Eduardo De Filippo, Piccolo Teatro

## Filmographie

### Réalisateur

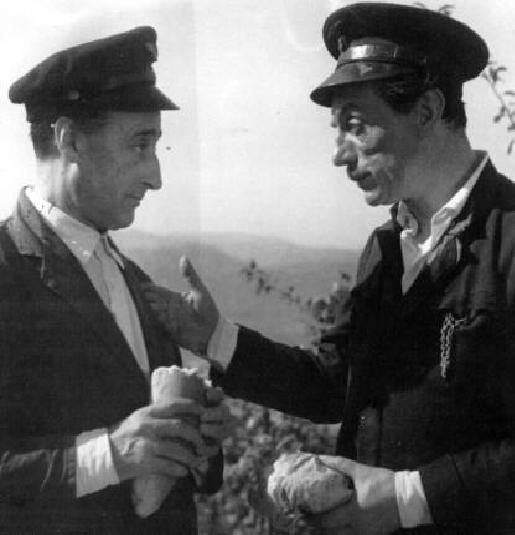
Totò et Eduardo De Filippo dans une scène du film Naples millionnaire

- 1939 : In campagna è caduta una stella
- 1944 : Ti conosco, mascherina!
- 1950 : Naples millionnaire (Napoli milionaria)
- 1951 : Filumena Marturano
- 1952 : Marito e moglie
- 1952 : Ragazze da marito
- 1952 : Les Sept Péchés capitaux (I sette peccati capitali) - épisode L'Avarice et la colère (Avarizia e ira)
- 1953 : Napoletani a Milano
- 1954 : Questi fantasmi
- 1958 : Fortunella
- 1959 : Sogno di una notte di mezza sbornia
- 1965 : Aujourd'hui, demain et après-demain (Oggi, domani, dopodomani) (coréalisé avec Marco Ferreri et Luciano Salce)
- 1966 : Spara forte, più forte... non capisco

### Acteur de cinéma

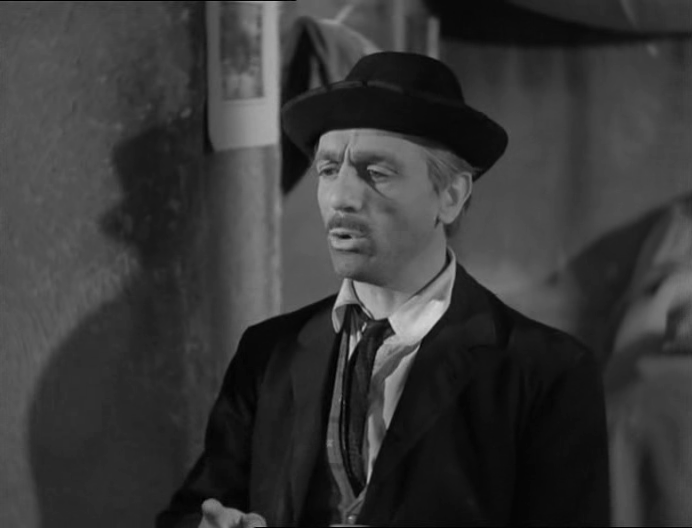
Eduardo de Filippo dans ' (1942).

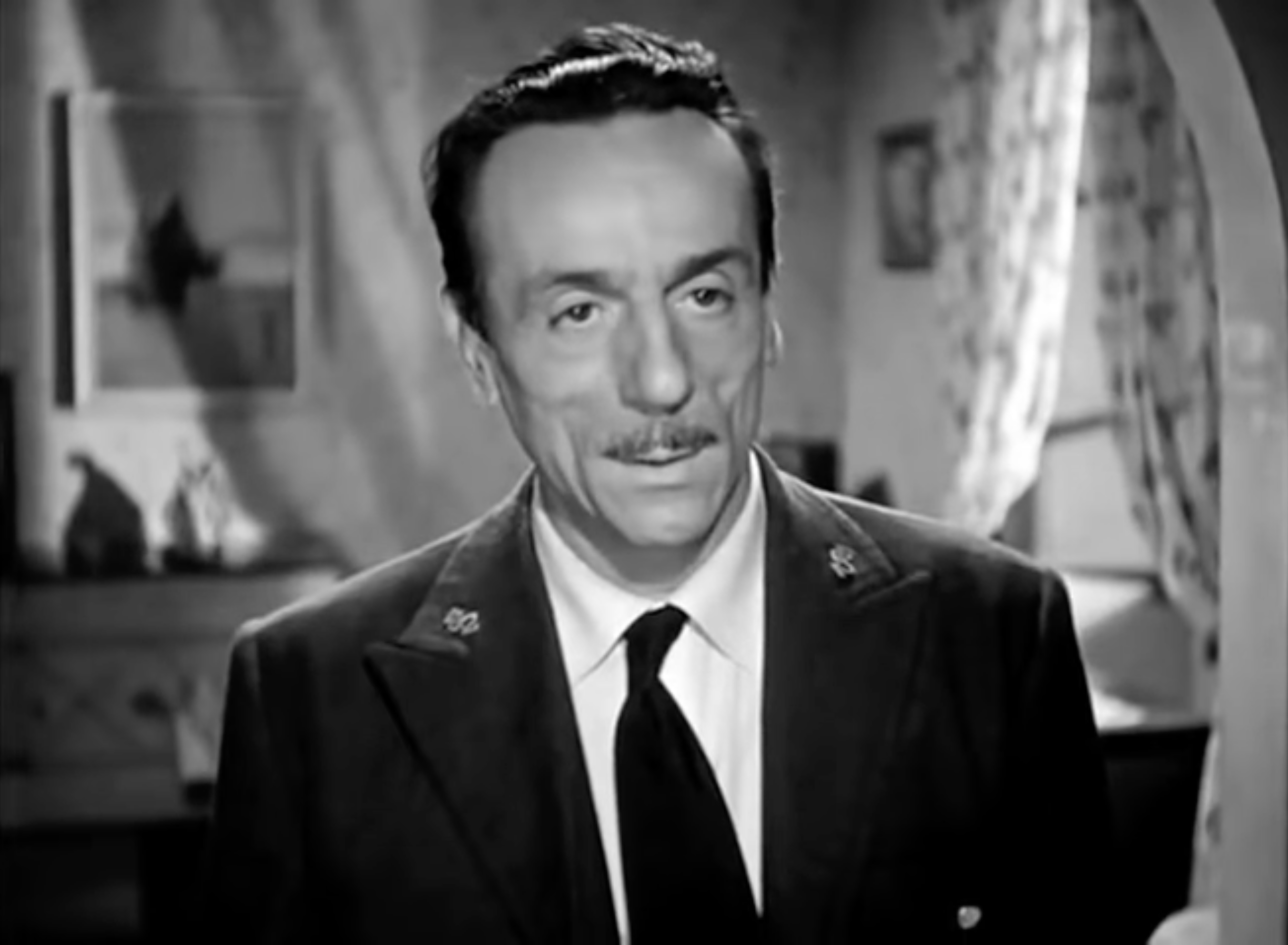
Eduardo De Filippo dans Les Fiancés de Rome (1952).

- 1933 : Trois Hommes en habit (Tre uomini in frak) de Mario Bonnard
- 1934 : Le Tricorne (Il cappello a tre punte) de Mario Camerini
- 1935 : Quei due de Gennaro Righelli
- 1937 : Sono stato io! de Raffaello Matarazzo
- 1938 : L'amor mio non muore! de Giuseppe Amato
- 1939 : Il marchese di Ruvolito  de Raffaello Matarazzo (film perdu)
- 1939 : In campagna è caduta una stella d'Eduardo De Filippo
- 1940 : Il sogno di tutti (it) d'Oreste Biancoli et László Kiss
- 1942 : A che servono questi quattrini? (it) d'Esodo Pratelli
- 1944 : Ti conosco, mascherina! d'Eduardo De Filippo
- 1949 : Le Tocsin (Campane a martello) de Luigi Zampa
- 1950 : Naples millionnaire (Napoli milionaria), d'Eduardo De Filippo
- 1951 : Filumena Marturano d'Eduardo De Filippo
- 1952 : Marito e moglie, d'Eduardo De Filippo
- 1952 : Les Fiancés de Rome (Le ragazze di piazza di Spagna) de Luciano Emmer
- 1952 : Ragazze da marito, d'Eduardo De Filippo
- 1952 : Cinque poveri in automobile de Mario Mattoli
- 1952 : Les Sept Péchés capitaux (I sette peccati capitali) - épisode L'Avarice et la colère (Avarizia e ira)
- 1953 : Napoletani a Milano, d'Eduardo De Filippo
- 1953 : Fille d'amour  (Traviata 53) de Vittorio Cottafavi
- 1953 : Les Amants de Villa Borghese (Villa Borghese) de Gianni Franciolini
- 1954 : L'Or de Naples (L'oro di Napoli), de Vittorio De Sica
- 1954 : Questi fantasmi, d'Eduardo De Filippo
- 1955 : L'Enfant de la rue (Cortile) d'Antonio Petrucci
- 1958 : Fortunella, d'Eduardo De Filippo
- 1958 : Orage au paradis (Raw Wind in Eden), de Richard Wilson
- 1958 : L'Homme en culottes courtes (L'uomo dai calzoni corti) de Glauco Pellegrini
- 1959 : Sogno di una notte di mezza sbornia, d'Eduardo De Filippo
- 1961 : Les Joyeux Fantômes (Fantasmi a Roma), d'Antonio Pietrangeli
- 1960 : La Grande Pagaille (Tutti a casa), de Luigi Comencini
- 1966 : Spara forte, più forte... non capisco, d'Eduardo De Filippo

### Scénariste
- 1952 : Cinque poveri in automobile de Mario Mattoli
- 1952 : Les Sept Péchés capitaux (I sette peccati capitali) - épisode L'Avarice et la colère (Avarizia e ira)
- 1954 : Fantômes à l'italienne (Questi fantasmi) de Renato Castellani

## Publications

### Poèmes et nouvelles
- Il paese di Pulcinella, Naples, Casella, 1951.
- Padre Cicogna, Napoli, 1969.
- 'O Canisto, Napoli, Edizioni del Teatro San Ferdinando, 1971.
- Le poesie di Eduardo, Turin, Einaudi, 1975.
- 'O penziero e altre poesie di Eduardo, Turin, Einaudi, 1985.  (ISBN 88-06-58149-X).
- È asciuto 'o sole, in "Mercurio", supplément de La Repubblica, n. 20, 19 mai 1990 (rédigé en 1973).

### Autres écrits
- Io e la nuova commedia di Pirandello, in "Il Dramma", 1º giugno 1936.
- Lettera al Ministro dello Spettacolo, in Luciano Bergonzini e Federico Zardi, Teatro anno zero, Firenze, Parenti, 1961.
- Prefazione a Mario Mangini, Eduardo Scarpetta e il suo tempo, Napoli, Montanino, 1961.
- Sulla recitazione, in "Actors in Acting", New York, Crown Publishers, 1970.
- Il teatro e il mio lavoro, in "Adunanze straordinarie per il conferimento dei premi A. Feltrinelli", vol. I, fasc. 10, (Académie des Lyncéens, Roma, 1973)
- I fantasmi siamo noi!, lezione-spettacolo, (Piccolo Teatro di Milano, n. 3, 1985)
- L'abbrustolaro, in Mariarosa Schiaffino, Le ore del caffè, Milano, Idealibri, 1983.
- Lezioni di teatro all'Università di Roma «La Sapienza», a cura di Paola Quarenghi, prefazione di Ferruccio Marotti, Collana gli Struzzi n.304, Torino, Einaudi, 1986,  (ISBN 88-06-58693-9).

## Distinction
- Chevalier de la Légion d'honneur (28 juillet 1953)

## Postérité

### Adaptations
- La Grande Magie, de Noémie Lvovsky (2022), adaptation libre de La grande magia, réunit Denis Podalydès, Judith Chemla, Sergi López, Noémie Lvovsky, François Morel, Damien Bonnard, Rebecca Marder…

### Documentaires
- 2021 : I fratelli De Filippo de Sergio Rubini.